# Antonín Veliký

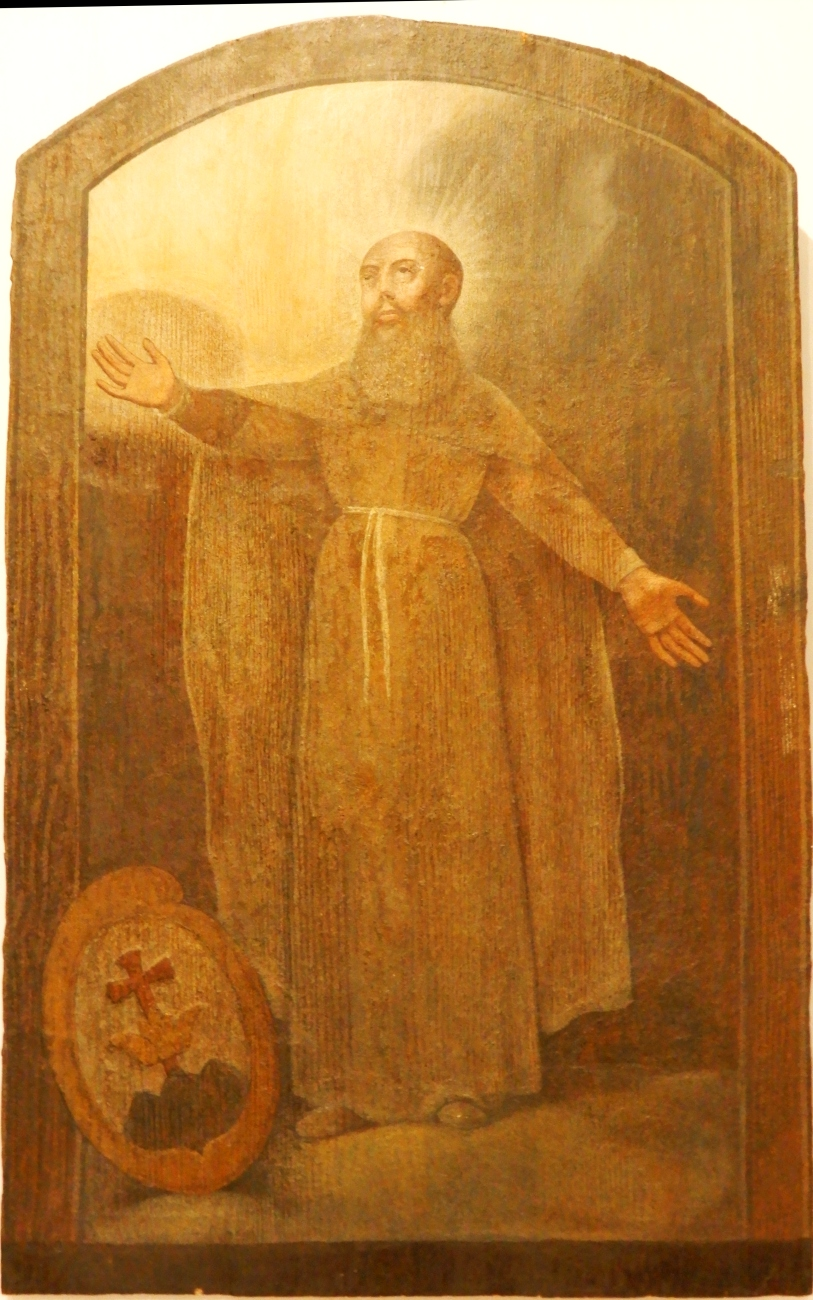
Sv. Antonín Poustevník, oltářní obraz, 18. století, Červený kláštor, muzeum

Svatý Antonín Veliký (také Svatý Antonín Veliký, Antonín z Egypta, Antonín Eremita, Antonín Opat, řecky Ἀββᾶς Ἀντώνιος; 251? – 356) byl jedním ze zakladatelů mnišství. Byl první z Otců pouště. Roku 269 opustil všechen svůj majetek a stal se poustevníkem v thébské poušti ve středním Egyptě. Usiloval o jednotu s Kristem. Přitahováni jeho náročným a zároveň radostným způsobem života, následovali jej četní učedníci. Okolo roku 305 z nich svatý Antonín zorganizoval obec anachoretů, mnichů žijících podle společné řehole. 
Kolem roku 310 se opět stáhl do samoty, opustil ji však, aby mohl přispět na pomoc pronásledovaným křesťanům (311), podpořit doktrínu prvního nikajského koncilu proti Areiovi a ariánství a i nadále pomáhat alexandrijskému biskupovi sv. Atanáši, svému pozdějšímu životopisci.

## Mnišství
Mnišství má své kořeny v biblické tradici, přičemž je kladen důraz na radikální vzdání se všeho pro Hospodina, na život plně zasvěcený jeho službě a službě člověku.
Odchod na poušť byl nejen viditelným znamením zpřetrhání vazeb se světem a počátkem nové existence, ale také intenzivní ofenzivou proti moci zla, které mělo podle biblické tradice své centrum právě v poušti.

## Život sv. Antonína Poustevníka

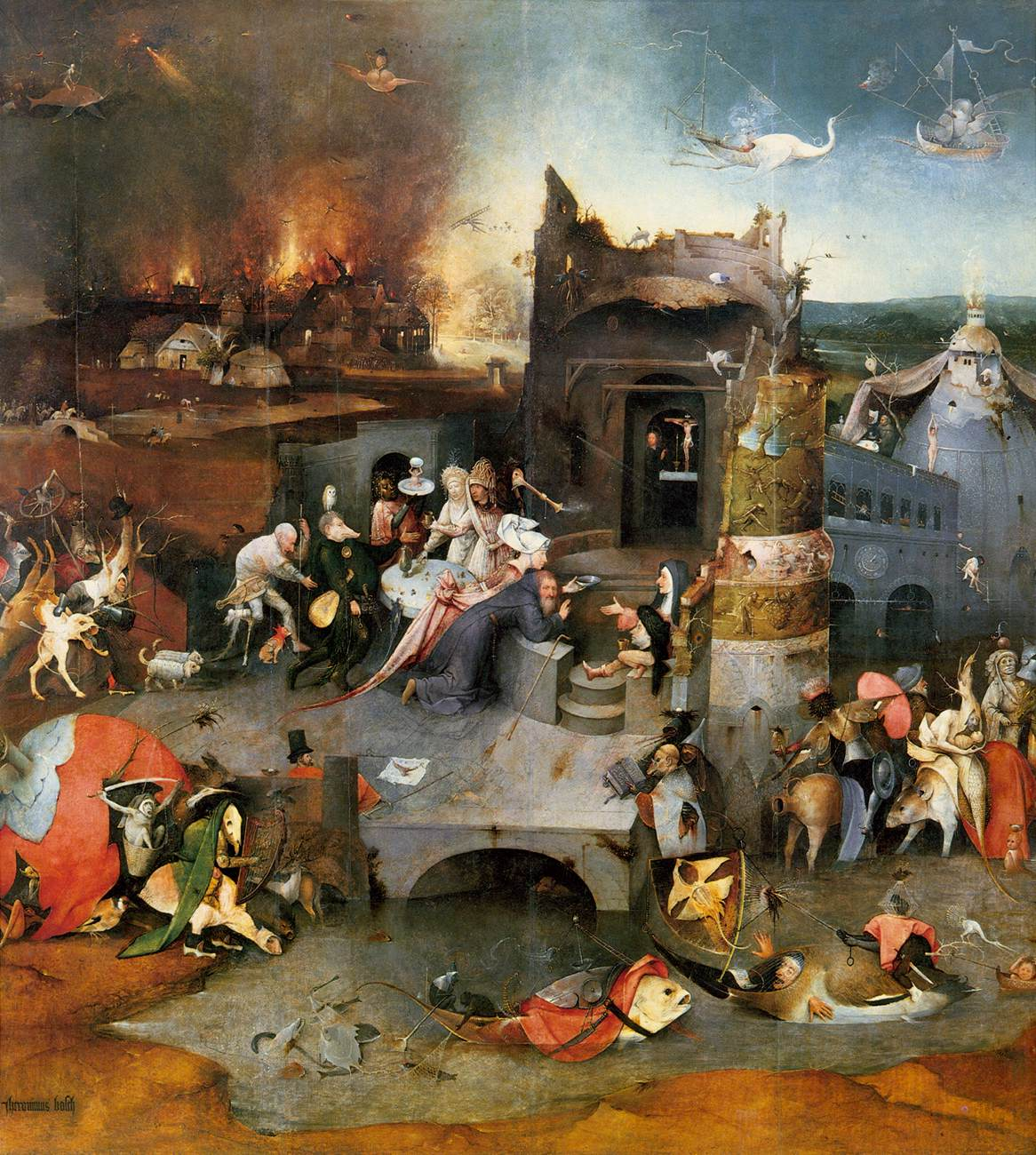
Pokušení svatého Antonína

Hlavním zdrojem o Antonínově životě je Život sv. Antonína Poustevníka, jehož autorství se přisuzuje Atanáši.

### Obsah díla
Narodil se v Egyptě. Jeho rodiče byli urození a bohatí a jelikož byli křesťané, byl i on vychován jako křesťan. Rodiče mu zemřeli, když mu bylo okolo 20 let. Při jedné cestě do kostela přemýšlel nad tím, jak apoštolové všechno opustili a následovali Ježíše, vstoupil prý dovnitř a slyšel čtení z evangelia o tom, jak Pán říká boháči: „Chceš-li být dokonalý, jdi, prodej svůj majetek a rozdej chudým a budeš mít poklad v nebi. Pak přijď a následuj mě!“ Proto se rozhodl svůj majetek rozdat, svou sestru svěřit pannám na vychování do parthenónu a začít žít asketickým životem.
Krátce před rokem 270 začal život poustevníka. Je patrné, že měl své předchůdce. Jeho život ukazuje, že nebyl prvním poustevníkem. Atanáš napsal, že když Antonín pocítil povolání k duchovnímu životu, zřekl se zděděného majetku, vyhledal věkovitého svatého muže, který žil jako poustevník na okraji vesnice, a svěřil se do jeho vedení; v tomto období jeho školení v askezi mu pomáhali jiní vyznavači samotářského života, kteří žili v jeho kraji. Byl dědicem již zavedené asketické tradice. Třebaže nebyl původcem egyptského monasticismu, byl to právě jeho životní příběh, jak nám je vypráví Atanáš, který se stal prvním a zároveň nejčtenějším manifestem poustevnického života a který přivábil velké množství napodobitelů.
Podle tohoto díla se odebral do pouště, kde byl několikrát pokoušen ďáblem. Ten na něj seslal ducha smilstva, démony, kteří na sebe brali podobu zvířat nebo se ho snažili svést z cesty iluzemi bohatství. On stále pokračoval v asketickém životu a veškeré ďáblovy snahy překonal svou vírou v Boha a modlitbami. Kapitoly 16–46 jsou instrukcemi, v nichž formoval první generaci svých následovníků. Především jde o různá varování před ďáblem a líčení jakými způsoby může člověka pokoušet. Při pronásledování křesťanů za Maxima Daia opustil samotu a angažoval se v Alexandrii pro nespravedlivě pronásledované. Sám toužil být mučedníkem, ale Pán ho prý chránil, aby se stal učitelem mnohých v asketickém životě. Po návratu na poušť zintenzivnil svůj asketický život, sloužil příchozím radou i konkrétními zdraveními a angažoval se i v zápase s ariány. Na jedné cestě potkal i svou sestru, která se mezitím stala abatyší: kapitoly 44–71.
Kapitoly 72–80 ukazují, jak svou moudrostí dokázal překonat i řecké filosofy, dopisoval si s politiky (kapitola 81). Poslední jeho aktivity a jeho smrt (kapitoly 82–93) završují životní příběh. Zemřel v přítomnosti svých dvou učedníků, kteří ho měli ihned pohřbít do země, jelikož měl strach, aby ho nepochovali tak, jak to mají Egypťané ve zvyku: zemřelé ovíjeli plachtami, nedávali je do země, nýbrž pokládali na lůžko a chránili ve svých domech. V závěrečném epilogu (kapitola 94) je jeho život ukázán jako výzva k následování a svědectví nekřesťanům.

### Autor
Podle nejstarší tradice, kterou nikdo až do reformace nezpochybňoval, byl autorem Života Antonínova alexandrijský biskup Atanáš. Řehoř z Nazianzu ve svém díle Oratione napsal, že Atanáš „napsal Život božského Antonína jako mnišskou řeholi ve formě vyprávění“. Podobně dosvědčil autorství i Jeroným v díle Der viris illustribus. Přesto se našli odpůrci Atanášova autorství. H. Weingarten považoval mnichy za pokračovatele egyptských katochoi, zasvěcenců boha Serepise. Z čehož podle něj plyne, že Atanáš jako teolog by se něčím takovým vůbec nezabýval. Také v 80. letech 20. století někteří specialisté předpokládali, že původní text je ovlivněn koptskými vlivy a z toho důvodu Atanášovo autorství odmítli. Roku 1983 M. Tetz přišel s teorií, podle níž byl Atanáš pouze redaktorem textů biskupa Serapia z Thmuis.
V úvodu k nové edici Života Antonínova profesor G. J. M. Bartelink odkázal přesvědčivě na lingvistické shody mezi Životem a ostatními díly Atanášovými. „Tyto shody jsou tak zřejmé, že nemůže být pochyb, že mají stejného autora.“
Atanáš vysvětlil, že sepsal životopis proto, aby povzbudil bratry za mořem. Neobyčejný rozruch, který vyvolal, jeho očekávání určitě dokonale naplnil. V létě roku 386 se o díle doslechl Augustin a byl to právě příběh poustevníků z pouště, který zburcoval jeho svědomí a přivodil okamžik jeho obrácení k víře. Augustin byl jen jedním z prvních z dlouhé řady západních křesťanů, kteří měli podlehnout kouzlu Antonínovy pustiny.

## Vyobrazení a atributy

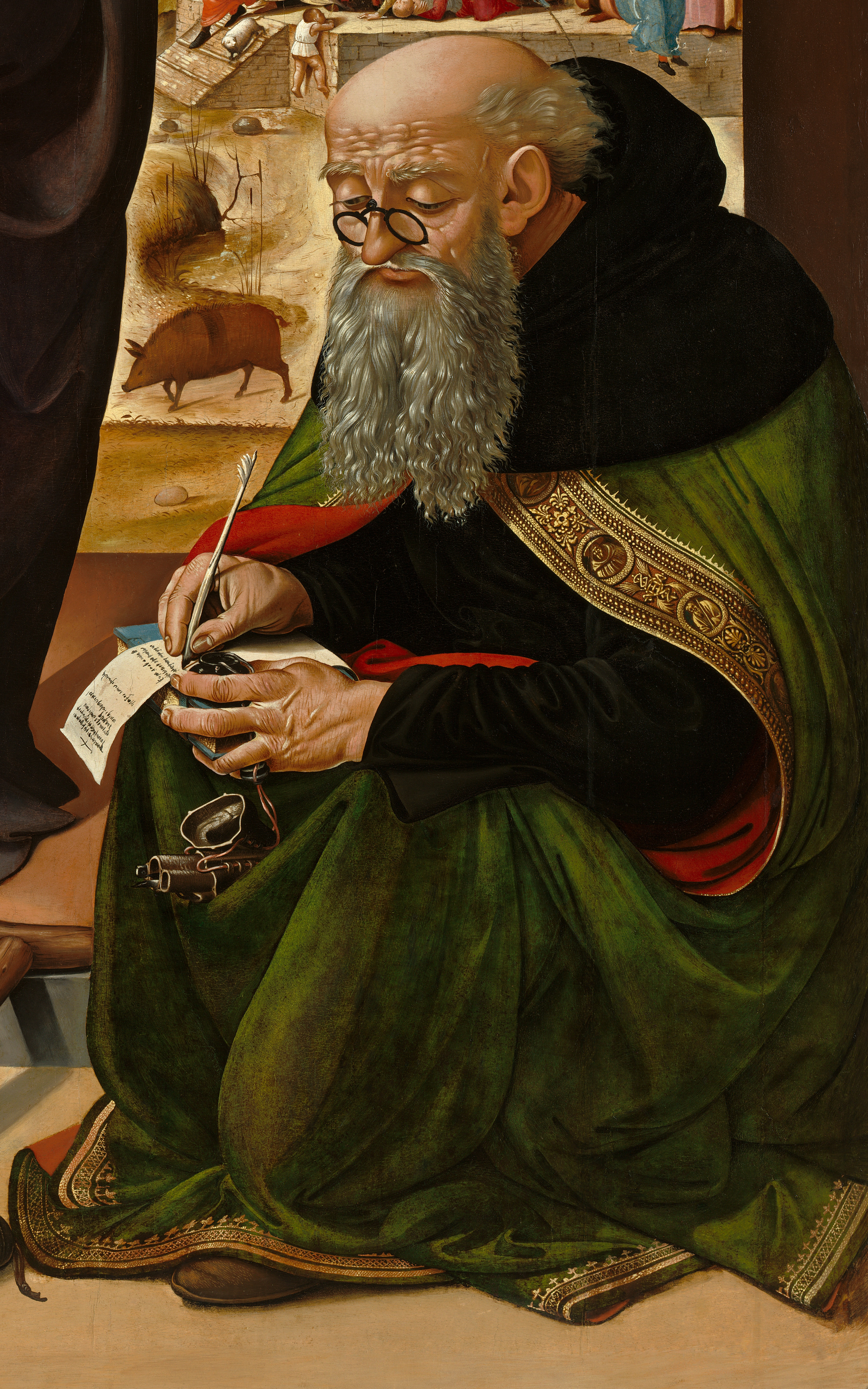
Renesanční obraz svatého Antonína, olejomalba, Piero di Cosimo.

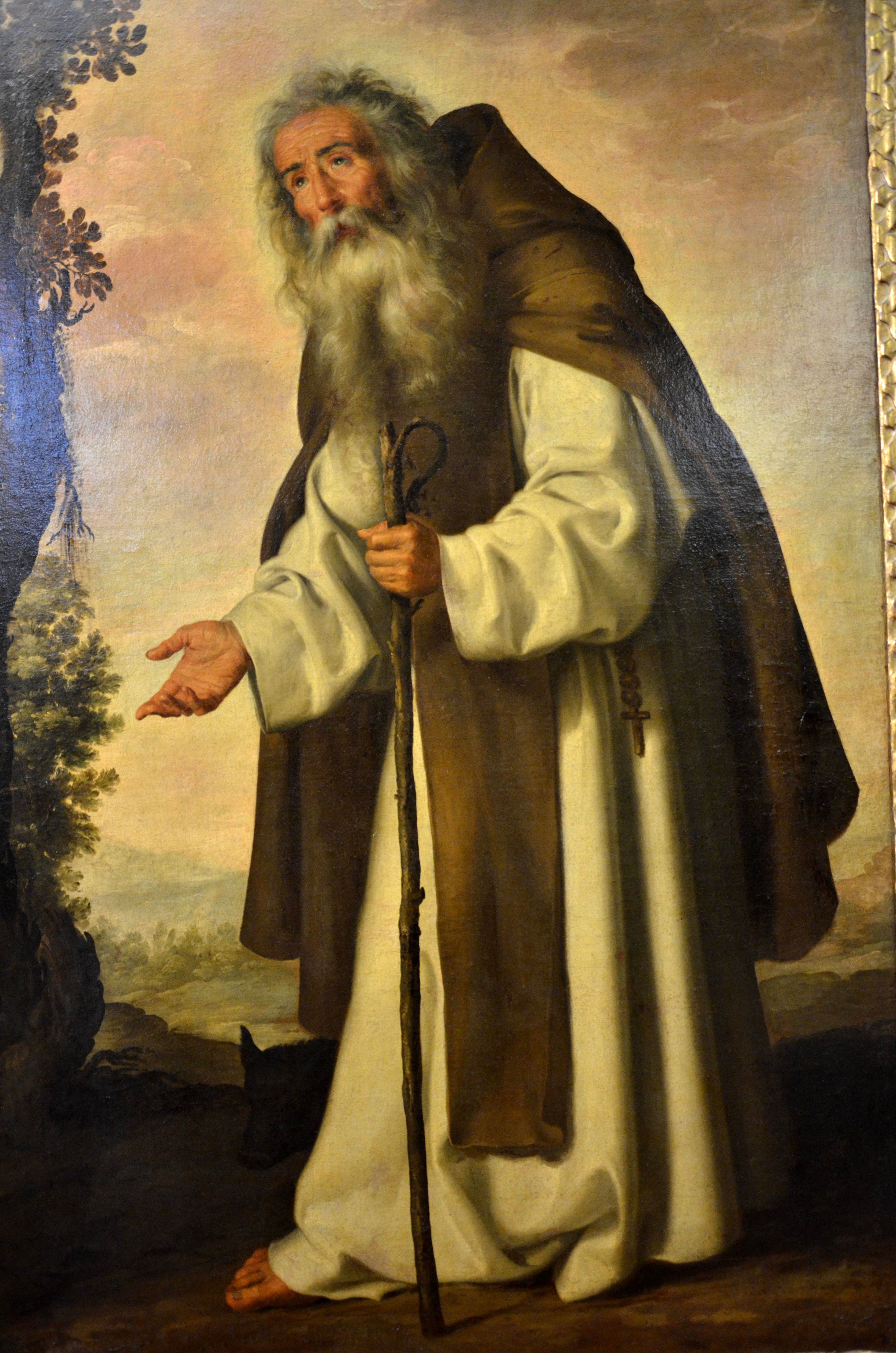
Svatý Antonínt Veliký (Francisco de Zurbaran, 1640)

Sv. Antonín bývá vyobrazen jako asketický stařec s plnovousem, v rozedraném oděvu poustevníka nebo v mnišské kutně s kápí, přepásané provazem s uzly. V ruce držívá jako berlu hůl s rukojetí ve tvaru T/tau. Zvonek má sloužit k zahánění zlých duchů. Je-li v doprovodu dalších světců, bývají to eremité, nejčastěji sv. Pavel poustevník, může být také vyobrazen s poustevnicí Marií Egyptskou (která mívá místo oděvu nahé tělo zakryté svými vlasy), nebo s Pannou Marií s dítětem Ježíšem.. Je-li patronem morovým, stojí vedle sv. Šebestiána a sv. Rocha.
- ďábel – často zobrazován i jako drak či had, jinak v nejrůznějších fantastických podobách; vedle symbolu zla všeobecně může znamenat i pohanství;[9] ďábel Antonína pokouší nebo ruší (někdy v podobě ženy).
- hůl (berla) ve tvaru T, někdy opatřená dvěma zvonečky[10]
- jeskyně – před jeskyní je pokoušen ženou nebo ďáblem[11]
- opat – drží buď rovnou (východní) opatskou berlu s knoflíkem nahoře, nebo berlu zatočenou (pedum, západní styl); influovaní opati mají stejně jako biskupové mitru[12]
- pokušení – ďábel mu ukazuje obrazy žen a fantastických oblud[13]
- poustevník – zobrazován obvykle v pusté krajině, v jeskyni nebo před ní[14]
- prase – prase u nohou ; patron domácích zvířat a ochránce před morem a růží[15]
- zvonek – zvonek na holi, v ruce nebo na krku prasete[16]
- žena – žena jako svůdnice s růžky ďábla[17]
- dva lvi – pomáhají sv. Antonínovi vykopat hrob pro sv. Pavla poustevníka[18]

## Patrocinia
- patron chudých
- patron lidí bez domova
- patron nemocných – zejména proti moru a proti erysipelu, (lidově růže); v Evropě při epidemii v 11. století byla tato choroba nazvána Oheň svatého Antonína[18].
- patron domácího zvířectva
- patron mnišských řádů a poustevníků: kartuziánů, kalmadulů, minoritů, františkánů a kapucínů.

Scény ze života sv. Antonína poustevníka